# Liparis gibbsiae
Liparis gibbsiae är en orkidéart som beskrevs av Johannes Jacobus Smith. Liparis gibbsiae ingår i släktet gulyxnen, och familjen orkidéer. Inga underarter finns listade i Catalogue of Life.